# 喜びの挨拶
『喜びの挨拶』（よろこびのあいさつ、独: Freudengrüße)作品128は、ヨーゼフ・シュトラウスが、1862年の夏に、避暑先のパヴロフスクで作曲したワルツ。

## 概要
1862年の夏、ヨーゼフ・シュトラウスはサンクトペテルブルク近郊のパブロフスクでの夏のコンサートの指揮者として兄のヨハン2世と交代するためにロシアへと慌ただしく旅行しなければならなかった。ヨハン2世は過労から病気に陥り、彼の弟ヨーゼフのロシア到着の理由によって、すぐに郷里のウィーンへと戻ったのであった。彼ヨハン2世が実際に自らの健康回復のためにロシアでの演奏会の指揮をヨーゼフに任せる前に、ヨハン2世はウィーンの聖シュテファン大聖堂で、1862年の8月27日にヘンリエッテ・チャルベツキー（イエッティ・トレフツの芸名）と挙式したのであった。
ヨーゼフは、このことに腹を立て、秋に、兄ヨハン2世がこっそりとサンクトペテルブルクにおけるロシアの鉄道会社と新たな関係を締結した時、ヨーゼフは自分が兄のヨハン2世に騙されたと感じたのであった。けれども、ヨーゼフは、ウイーンでオーケストラの指揮において自身の作品を忠実に再開させ演奏した。束の間の静養の後、ヨーゼフは1862年11月9日に、ウイーンの＜シュペアル館＞のダンスホールにおいて祝祭コンサートを催し、自身の筆になるワルツ<喜びの挨拶＞を彼のロシアの夏からの新作のハイライトとしてウイーンの公衆に披露したのであった。
ペピ（＝ヨーゼフ）は、実際には、この見事な作品の性格において自身の聴衆に明瞭になる前に再び演奏できたことに幸福を感じたのであった。ワルツ<喜びの挨拶＞は、熱狂を持って受け入れられ、ウイーン音楽の演奏会のプログラム上で永久的に固定されたものになったと言われる。
いずれにせよ、このワルツは、1862年のロシアの夏で生まれ出た傑作の一つに数えられ、折しもちょうどその頃、日本の江戸幕府が派遣した文久遺欧使節団の一行が訪露し、ヨーゼフ作の<日本行進曲＞などの作品で厚くもてなされ、このワルツの演奏も間近に耳にしたに違いないと考えられる。
ティンパニの連打を伴う大胆なごく短い序奏の後に続いて現れる5つのワルツは静寂さと美しさが際立つメロディーと力強いメロディーの対比とによって全体が有機的に統一がはかられ構成され、充実した和声展開がなされるヨーゼフの創作上の中期を飾る1862年夏にロシアで成立をみた傑作に数えられている。特に第1ワルツのヴァイオリンやフルートの主旋律の背景でチェロの対旋律が絡む点が柔軟で美しい魅力的な聴き所・特徴となっている。

## ニューイヤーコンサート
ウイーンフィルのニューイヤーコンサートへの登場は以下の通り過去1回のみである。
- 1983年ーロリン・マゼール指揮